# Hydraena monstruosipes
Hydraena monstruosipes är en skalbaggsart som beskrevs av Ferro 1986. Hydraena monstruosipes ingår i släktet Hydraena och familjen vattenbrynsbaggar. Inga underarter finns listade i Catalogue of Life.